# Primátor Berlína
Úředním titulem primátora (podle české terminologie) v Berlíně je vládnoucí starosta (Regierender Bürgermeister). Tento titul platí pro hlavu sjednoceného Berlína, nyní hlavního města Spolkové republiky Německo a zároveň jedné ze 16 spolkových zemí, od roku 1991. Zněl tak již od roku 1948 v Západním Berlíně. Do roku 1948 měla hlava hlavního města Berlína úřední titul vrchní starosta (Oberbürgermeister). Tento titul platil i ve Východním Berlíně v letech 1948 až 1991.
Mimo níže uvedených primátorů pro celé město existuje v každém z dvanácti berlínských obvodů (Bezirk) ještě obvodní starosta (Bezirksbürgermeister).

## Primátoři (Oberbürgermeister) Berlína v letech 1809 až 1948
- Carl Friedrich Leopold von Gerlach (8. května 1809 – 8. června 1813)
- Johann Büsching (Únor 1814 – březen 1832)
- Friedrich von Bärensprung (březen 1832 – 6. října 1834)
- Heinrich Wilhelm Krausnick (6. října 1834 – 20. března 1848)
- Franz Christian Naunyn (20. března 1848 – 23. ledna 1851)
- Heinrich Wilhelm Krausnick (23. ledna 1851 – 30. prosince 1862)
- Karl Theodor Seydel (12. ledna 1863 – 1. dubna 1872)
- Arthur Johnson Hobrecht (1. dubna 1872 – 1878)
- Max von Forckenbeck (21. listopadu 1878 – 26. května 1892)
- Robert Zelle (29. září 1892 – 30. září 1898)
- Martin Kirschner (23. prosince 1899 – 31. srpna 1912)
- Adolph Wermuth (1. září 1912 – 25. listopadu 1920)
- Gustav Böß (20. ledna 1921 – listopad 1929)
- Arthur Scholz (listopad 1929 – 14. dubna 1931)
- Heinrich Sahm (14. dubna 1931 – 18. prosince 1935)
- Oskar Maretzky (19. prosince 1935 – 31. března 1937)
- Julius Lippert (1. dubna 1937 – červenec 1940)
- Ludwig Steeg (červenec 1940 – duben 1945)
- Arthur Werner (17  května 1945 – 5. prosince 1946)
- Otto Ostrowski (5. prosince 1946 – 17. dubna 1947)
- Louise Schroeder (17. dubna 1947 – 7. prosince 1948) komisárně
- Ferdinand Friedensburg (14. srpna 1948 – 1. prosince 1948) komisárně

## Primátoři (Oberbürgermeister) Východního Berlína od 1948 do 1991
30. listopadu 1948 instalovala sovětská okupační moc ve Východním Berlíně vlastního vrchního starostu; tím došlo k faktickému rozdělení města.
- Friedrich Ebert jr. (30. listopadu 1948 – 5. července 1967)
- Herbert Fechner (5. července 1967 – 11. února 1974)
- Erhard Krack (11. února 1974 – 15. února 1990)
- Ingrid Pankraz (15. února 1990 – 23. února 1990) komisárně
- Christian Hartenhauer (23. února 1990 – 30. května 1990)
- Tino Schwierzina (30. května 1990 – 11. ledna 1991)
- Thomas Krüger (11. ledna 1991 – 24. ledna 1991) komisárně

## Primátoři (Regierende Bürgermeister) Západního Berlína od 1948 do 1991
- Ernst Reuter (SPD) (7. prosince 1948 – 29. září 1953)
- Walther Schreiber (CDU) (22. října 1953 – 11. ledna 1955)
- Otto Suhr (SPD) (11. ledna 1955 – 30. srpna 1957)
- Franz Amrehn (CDU) (30. srpna 1957 – 3. října 1957) kommissarisch
- Willy Brandt (SPD) (3. října 1957 – 1. prosince 1966)
- Heinrich Albertz (SPD) (1. prosince 1966 – 19. října 1967)
- Klaus Schütz (SPD) (19. října 1967 – 2. května 1977)
- Dietrich Stobbe (SPD) (2. května 1977 – 23. ledna 1981)
- Hans-Jochen Vogel (SPD) (23. ledna 1981 – 11. června 1981)
- Richard von Weizsäcker (CDU) (11. června 1981 – 9. února 1984)
- Eberhard Diepgen (CDU) (9. února 1984 – 16. března 1989)
- Walter Momper (SPD) (16. března 1989 – 24. ledna 1991)

## Primátoři (Regierende Bürgermeister) sjednoceného Berlína od 1991
První vládnoucí starosta sjednoceného města byl zvolen až v lednu 1991.
- Eberhard Diepgen (CDU) (24. ledna 1991 – 16. června 2001)
- Klaus Wowereit (SPD) (16. června 2001 – 11. prosince 2014)
- Michael Müller (SPD) (11. prosince 2014 – 21. prosince 2021)
- Franziska Giffey (SPD) (od 21. prosince 2021 – 27. dubna 2023)
- Kai Wegner (CDU) (od 27. dubna 2023)